# Barasingahjort
Barasingahjort eller Barasingha (Rucervus duvaucelii) är ett hjortdjur som förekommer i Indien, Nepal och Bhutan. Den har tidigare även funnits i Pakistan och Bangladesh men tros nu vara utrotad där. Artbeståndet är listat som sårbart (VU) av IUCN.    
Barasingahjortar förekommer i Rudyard Kiplings Djungelboken.

## Kännetecken
Barasingahjortens främsta kännetecken är den omfångsrika hornkronan, vilken består av 10-14 spetsar. Hornen har gett upphov till namnet, vilket kan härledas till ordet på hindi för 12 spetsar. Hanen når en mankhöjd på 132 centimeter och kan väga 170-180 kilo. Hinden är något mindre. Kroppslängden uppgår till 180 centimeter. De flesta individerna är enfärgade brun där svansens vita undersida bildar en kontrast. Hannar är vanligen mörkare än honor och hos vissa exemplar finns mörka fläckar. Djurets klövar är breda, så att den lätt kan röra sig i träskmark.

## Habitat
Två underarter förekommer i dalgångarna av Indus och andra floder som ofta blir översvämmade. Den tredje underarten lever i höglandet och föredrar skogar och torra ängar.

## Levnadssätt
Barasingahjort lever idag i grupper av femton till tjugo individer. Tidigare var hjordarna större med hundratals individer. Det finns en utpräglad hierarki bland hannarna och alfadjur har rätten att para sig först. För att nå en bättre position i hierarkin utkämpar hannarna strider.
Arten kan vara aktiv på dagen och på natten. Födan består huvudsakligen av gräs och dessutom äter hjorten blad.
Parningstiden ligger mellan september och april men de flesta parningar sker i december och januari. Efter dräktigheten som varar i 240 till 250 dagar föder honan vanligen ett ungdjur. Ungdjuret dias 6 till 8 månader. Efter två till tre år är ungen könsmogen. Individer i fångenskap blev upp till 23 år gamla.

## Hot
Arten hotas genom jakt och förstöringen av levnadsområdet.

## Underarter
Vanligen delas arten i tre underarter:
- Av Rucervus duvaucelii duvaucelii fanns tidigare tusentals individer på slättlandet vid Ganges och Brahmaputra. Populationen minskade betydlig under de senaste åren.
- Underarten Rucervus duvaucelii branderi lever i höglandet av den indiska delstaten Madhya Pradesh. Under 1970-talet fanns bara 100 individer kvar och därför inrättades skyddsåtgärder i Kanha nationalparken. Idag uppskattas beståndet med 400 individer.
- I Kaziranga nationalparken förekommer några hundra individer av Rucervus duvaucelii ranjitsinhi. Underarten listas som akut hotad.